# Kolínská radnice
Kolínská radnice je radnice na Karlově náměstí 77 v Kolíně. Je chráněna jako kulturní památka České republiky.

## Popis
Radnice byla pseudorenesančně přestavěna v letech 1887–1889 podle projektu architekta Jana Vejrycha. Stavitelem byl Jan Klecanský.
Fresky na průčelí zobrazují historické události Kolína a namaloval je Adolf Liebscher:

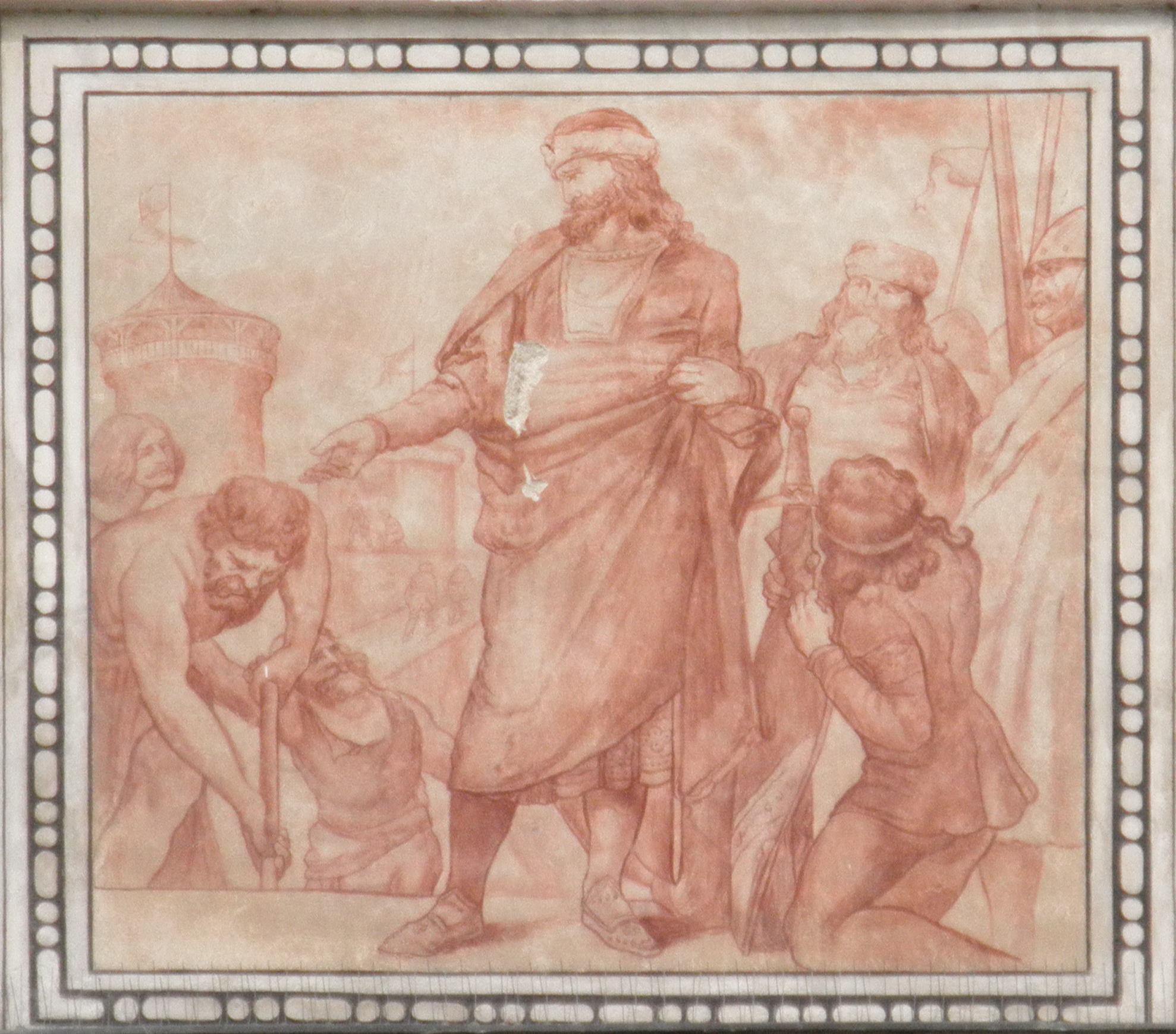
Přemysl Otakar II. dohlíží na stavbu hradeb
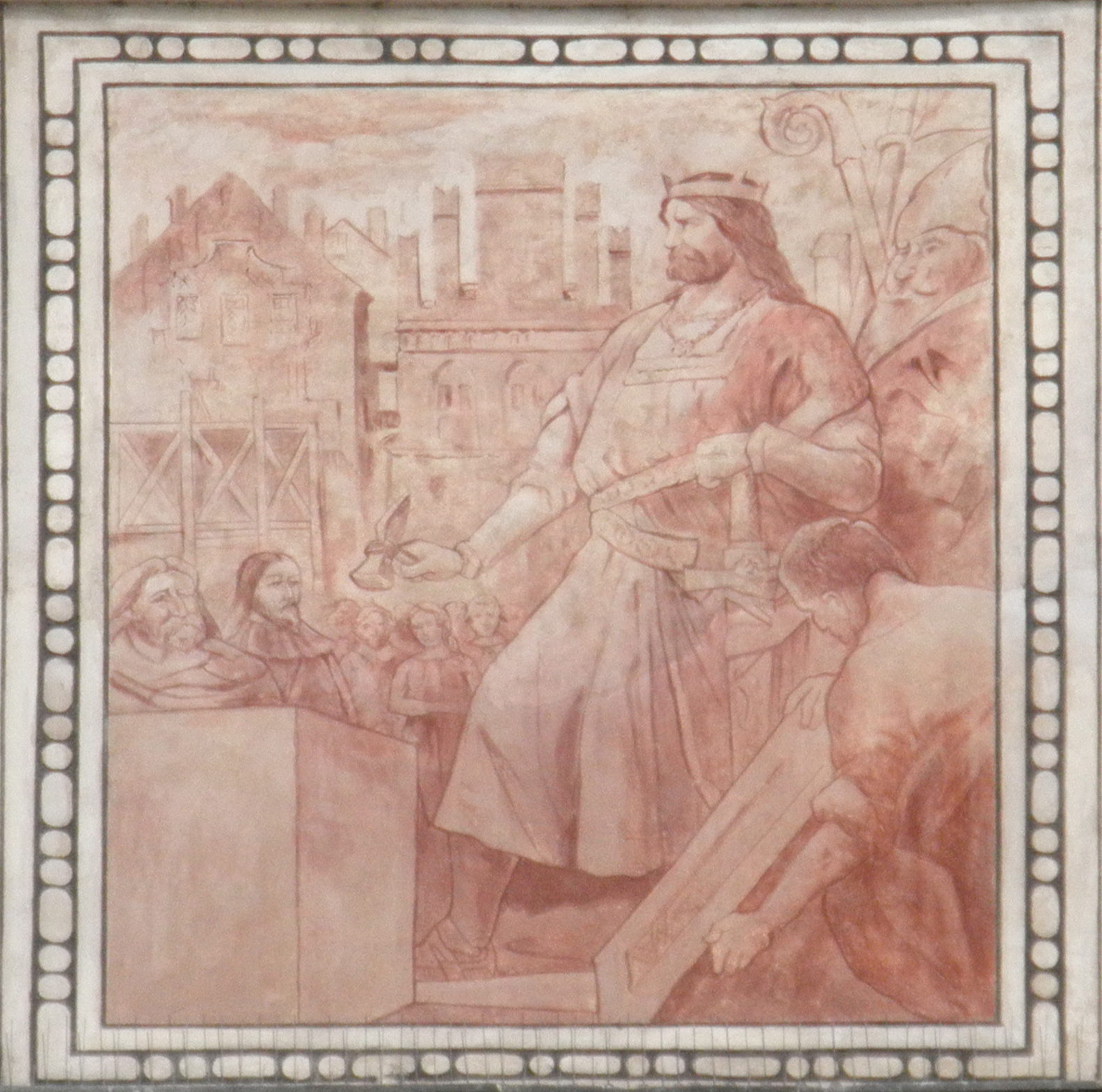
Karel IV. pokládá základní kámen k přestavbě chrámu sv. Bartoloměje
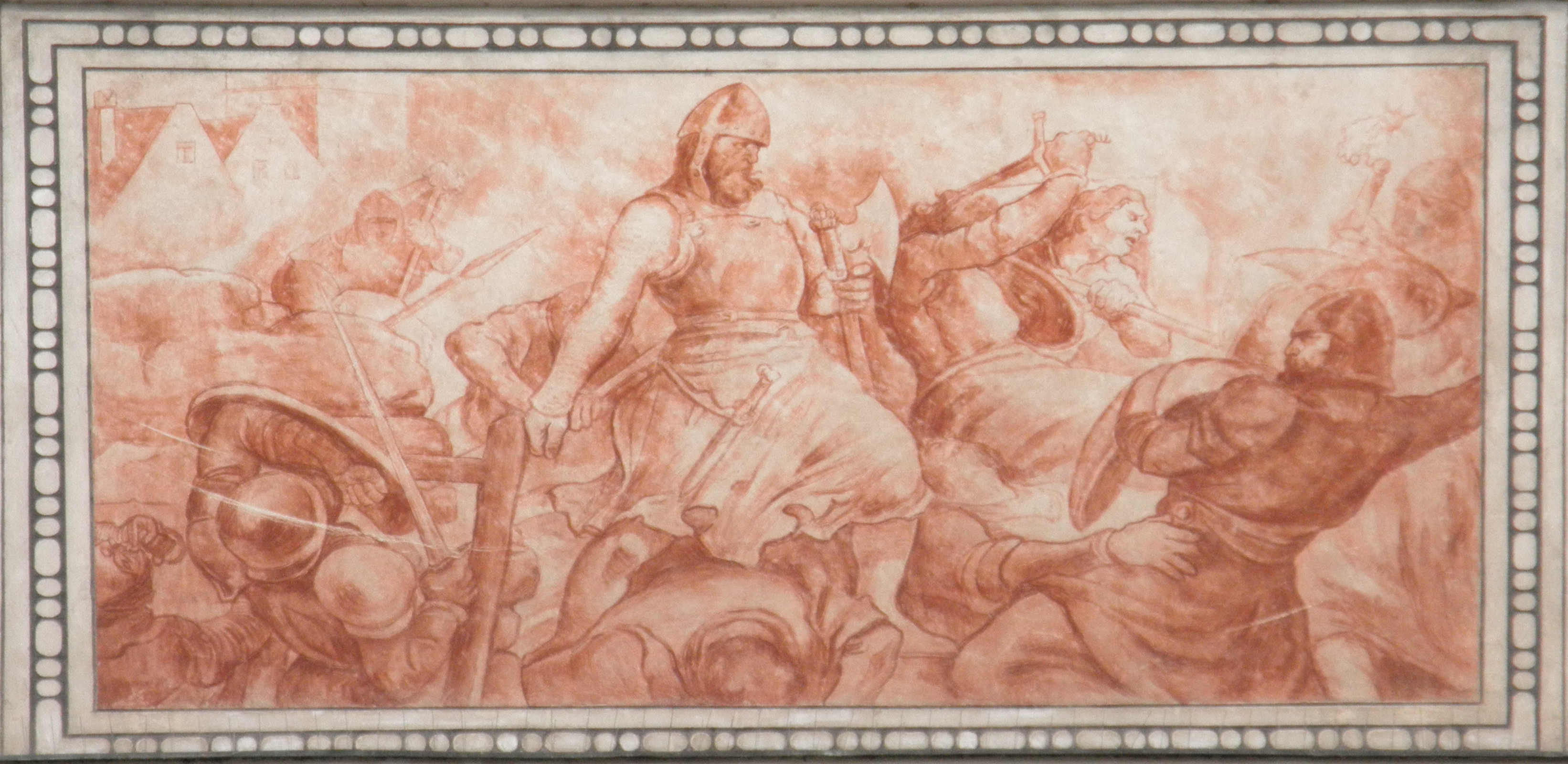
Husitská vojska pod vedením Prokopa Holého dobývají v roce 1427 Kolín
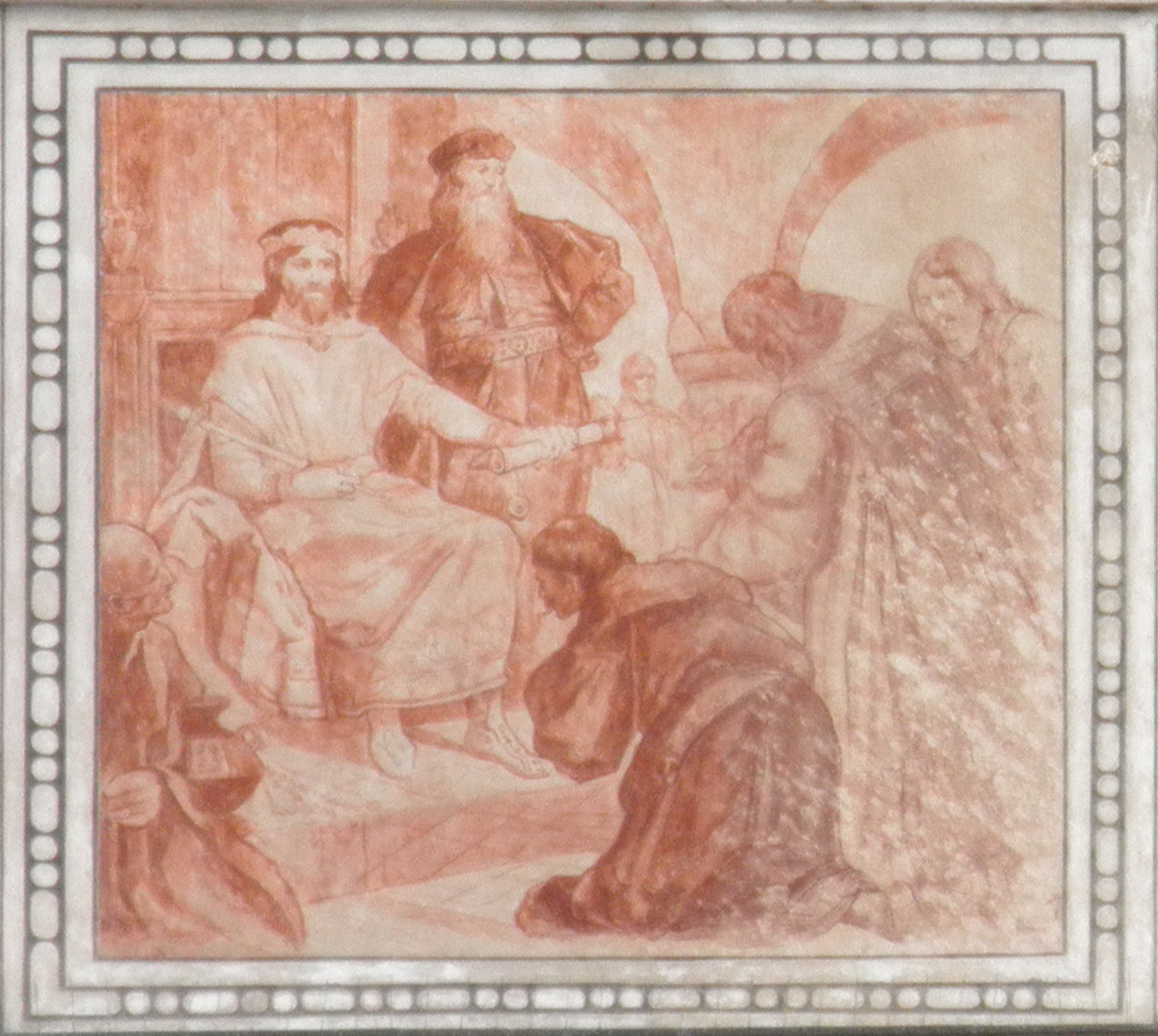
Václav IV. potvrzuje Kolínu privilegia
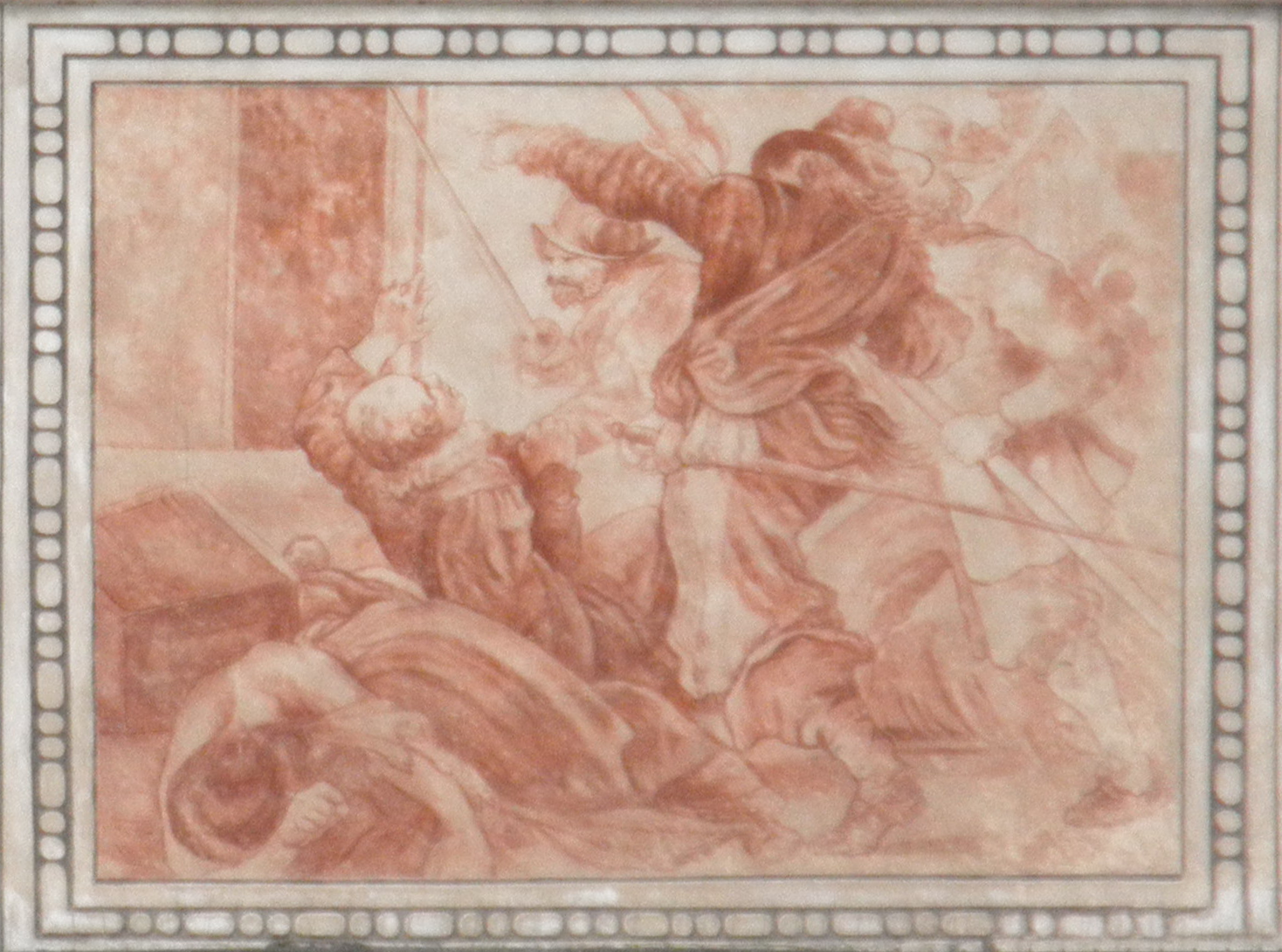
Švédská vojska za třicetileté války drancují Kolín